# Fons Brasser
Alphonsius Maria "Fons" Brasser (Haarlem, 11 mei 1944) is een Nederlands fotograaf en beeldend kunstenaar.
Brasser is autodidact. Hij begon als fotograaf en ging op zijn dertigste tekenen. In 1977 en 1983 had hij twee solotentoonstellingen in het Stedelijk Museum (Amsterdam). Sindsdien exposeert Brasser dikwijls, zowel in groepen als solo, door geheel Nederland en daarnaast in Duitsland, Zwitserland, Noorwegen, IJsland, Verenigde Staten en Dubai. Zijn werk bevindt zich in collecties van musea in binnenland, zoals het Stedelijk Museum (Amsterdam), het Museum Boijmans Van Beuningen in Rotterdam, het Teylers Museum in Haarlem, en buitenland, onder  andere Kunsthaus in Zürich.
Vanaf 1980 ging Brasser naast het maken van tekeningen en beeldhouwen, ook fotograferen. Hij werkt altijd projectmatig en als fotograaf legde hij onder andere de stations van de Berlijnse al dan niet gesperrte U- en S-Bahn, de Stelling van Amsterdam, de Hollandse Waterlinie, de vervallen stations in Berlijn en watertorens in Nederland op de gevoelige plaat vast.
Begin jaren '80 van de 20e eeuw was hij de eerste beoefenaar van nieuw documentaire fotografie in Nederland. Fons Brasser is vrij werkend kunstenaar die ook opdrachten krijgt van de overheid en het bedrijfsleven.

## Werk voor deRijksdienst voor het Cultureel Erfgoed

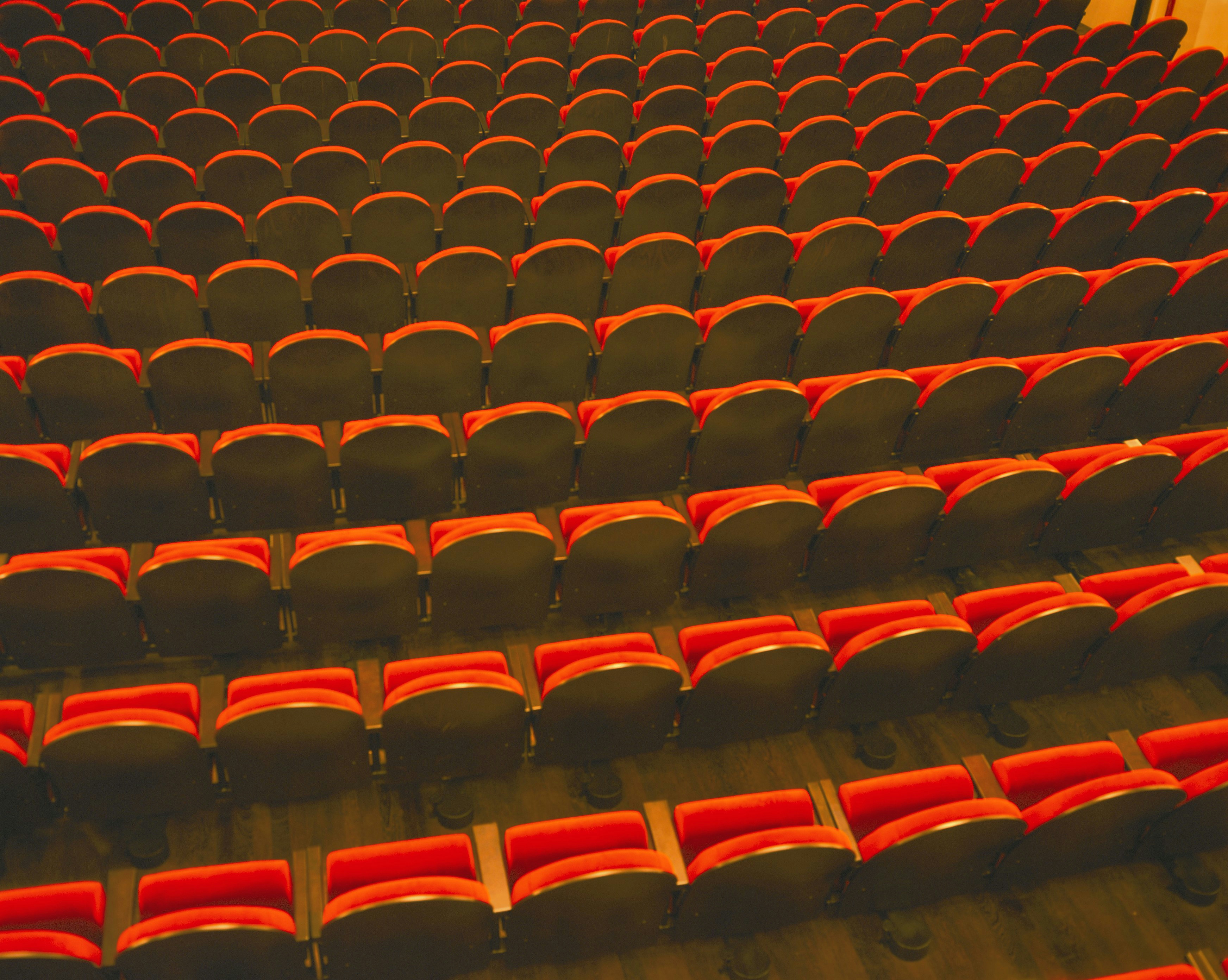
Stadsschouwburg Amsterdam
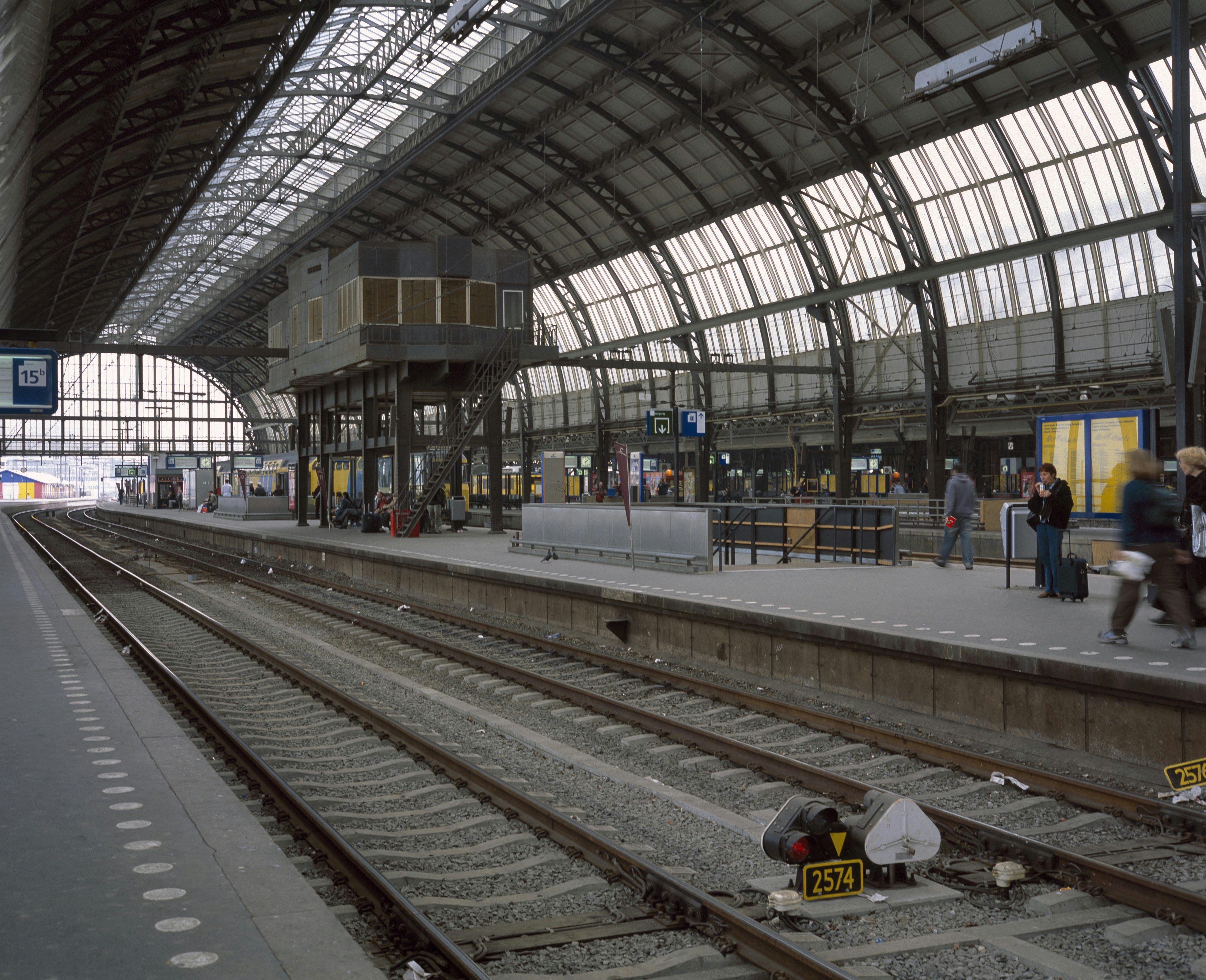
Centraal Station Amsterdam
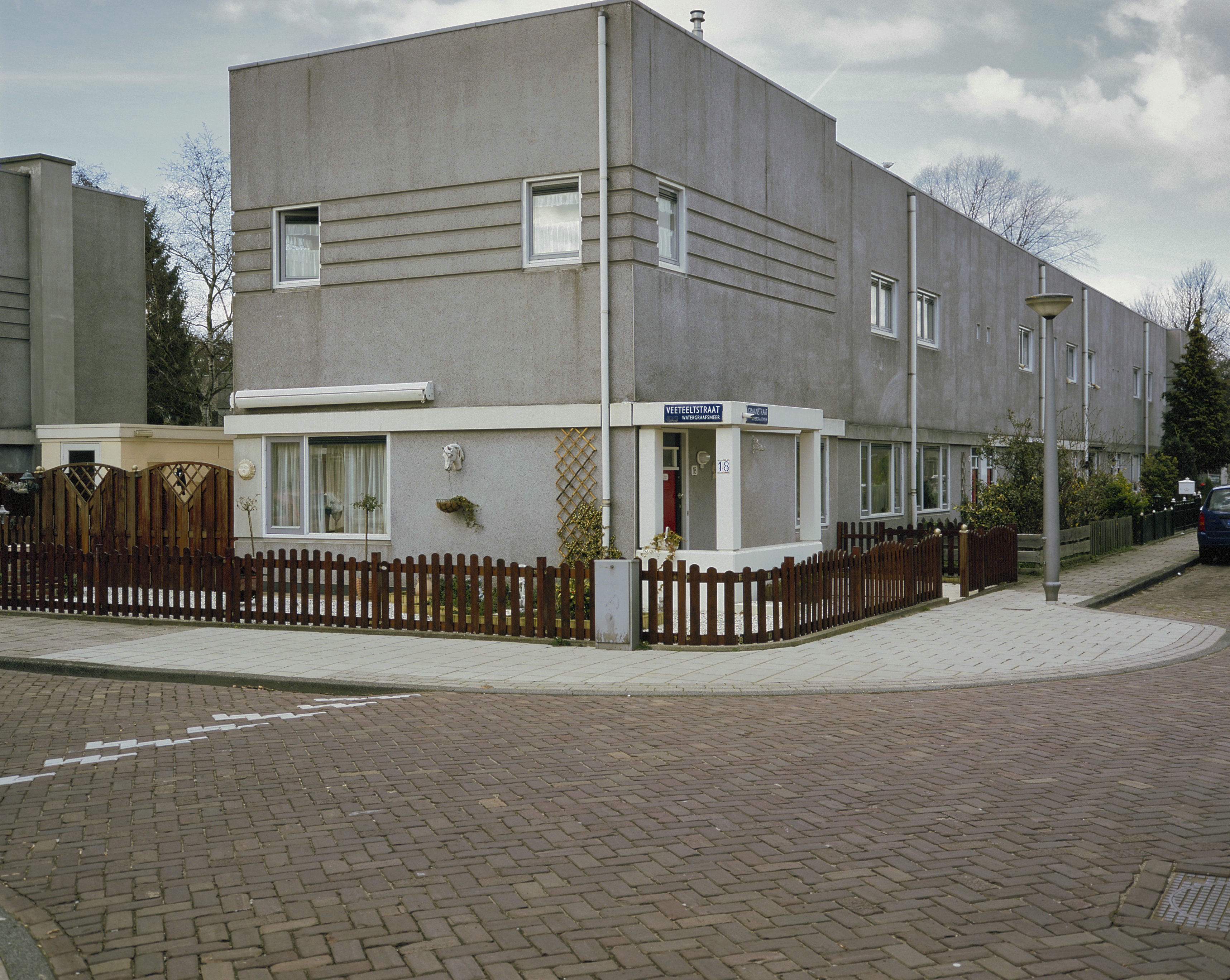
Betondorp
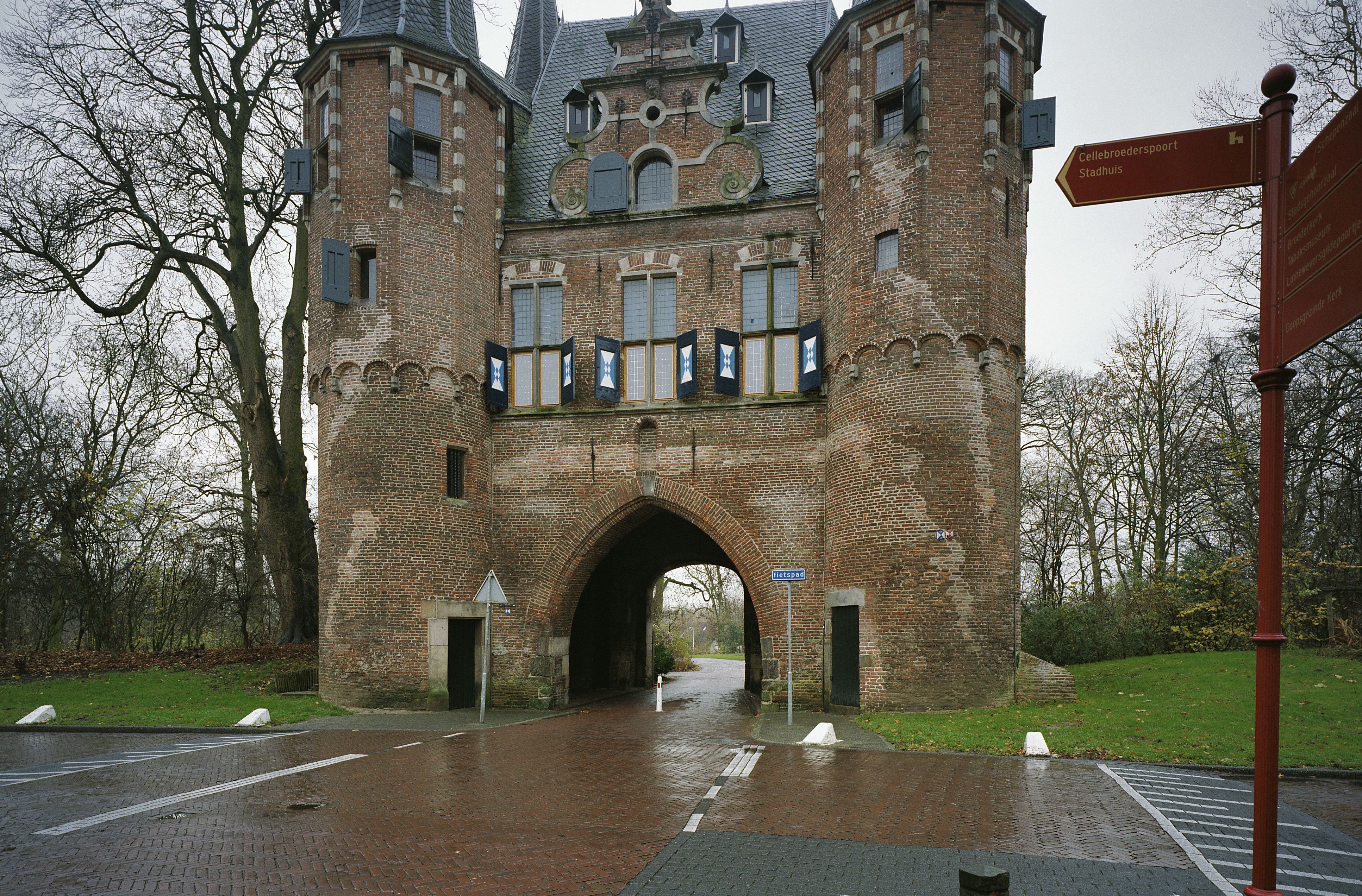
Broederpoort Kampen
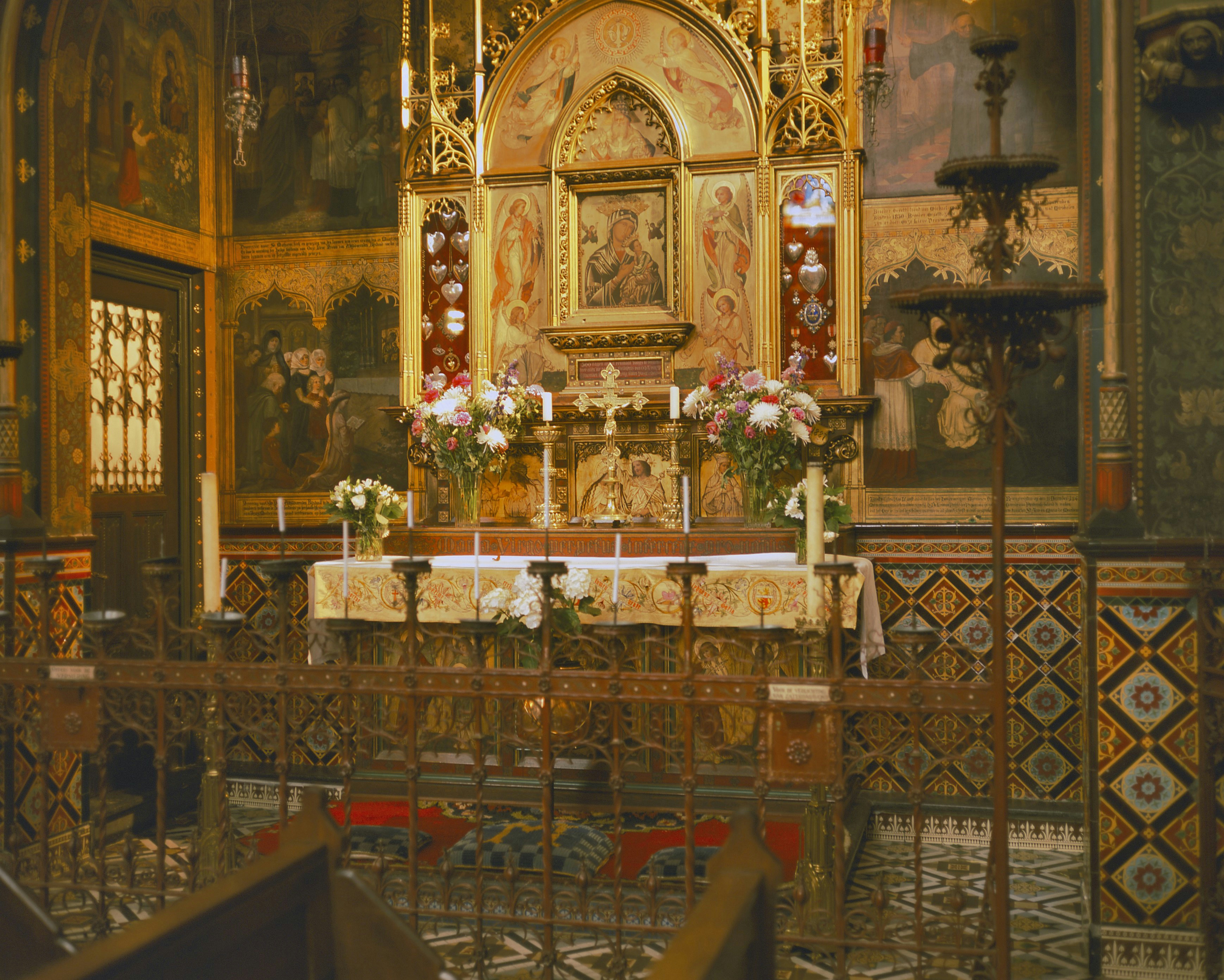
Onze-Lieve-Vrouwekerk Amsterdam